# 国立編訳館 (台湾)

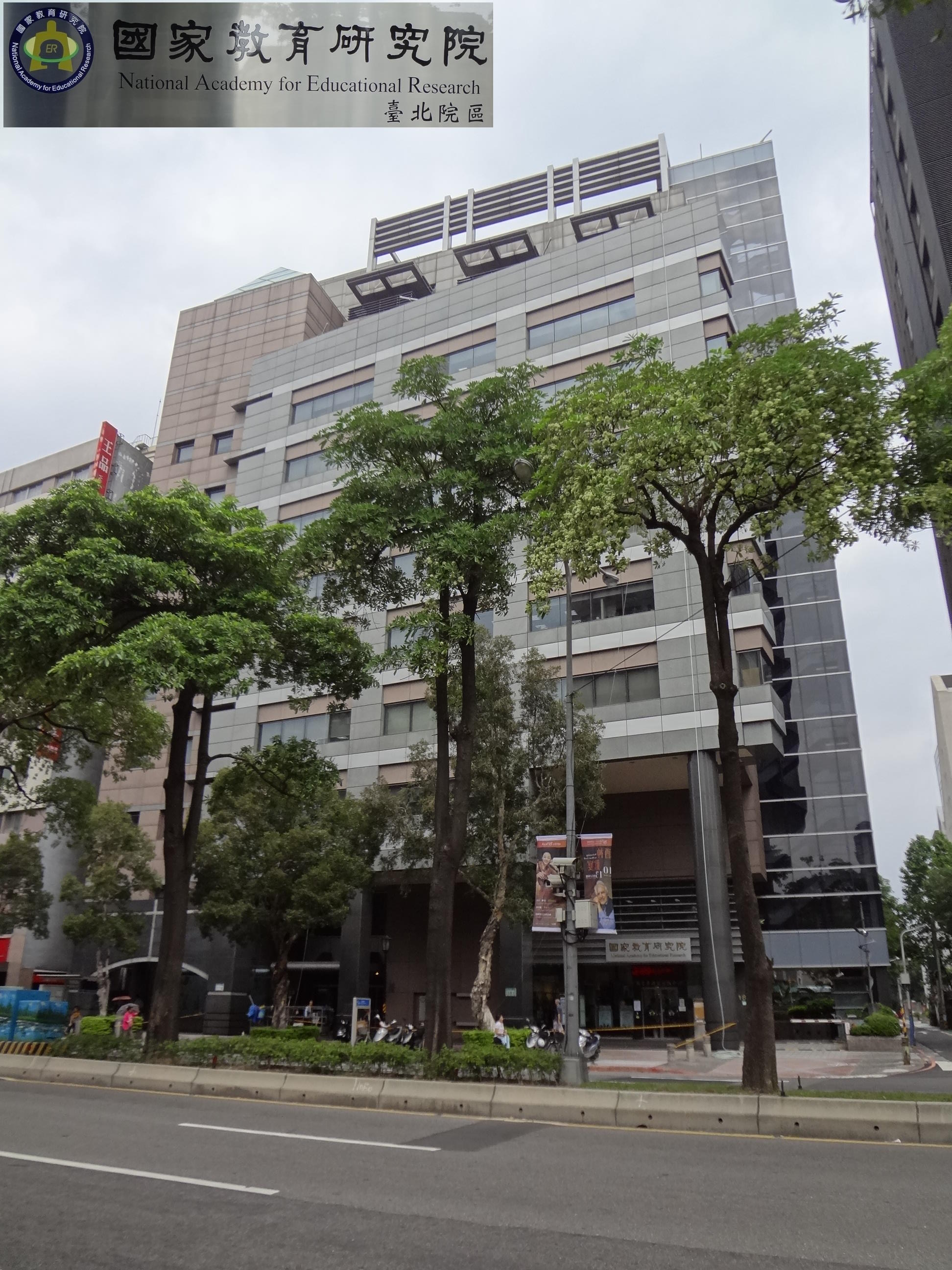
国立編訳館の旧跡。現在は国家教育研究院（台北院区）として使用されている。

国立編訳館は、台湾教育部に属していた学術・文化の書籍の編集・翻訳を行う行政部門。2011年3月30日に国家教育資料館と統合し、国家教育研究院となった。

## 概要
1932年6月14日に設立。1949年6月中華民国政府とともに[台北市大安区に移転した。教科書の作成も行い、以前は小中学校の唯一の国定教科書として用いられたが、現在は民間企業も教科書を発行している。

## 逸話
初期の台湾では中学（国民中学）の「国文」教科書に、「祭鱷魚文」「祭十二郎文」「瀧岡阡表」「先妣事略」「祭妹文」「先母鄒孺人靈表」「林覺民與妻訣別書」「懷念先師蔡元培先生」など非常に多くの祭文が引用掲載された。そのため、国立編訳館は「国立殯儀館」（国立葬儀場）と揶揄されるほどであった。

## 歴代館長
- 梁實秋
- 曾済群
- 陳可忠
- 趙麗雲
- 柯正峰
- 潘文忠
- 藍順徳